# Stichophthalma ranohngensis
Stichophthalma ranohngensis är en fjärilsart som beskrevs av Okano. Stichophthalma ranohngensis ingår i släktet Stichophthalma och familjen praktfjärilar. Inga underarter finns listade i Catalogue of Life.